# Walter Neuhauser
Walter Neuhauser (* 22. September 1933 in Innsbruck; † 22. Oktober 2016 ebenda) war ein österreichischer Bibliothekar und Buchwissenschaftler.

## Leben und Wirken
Walter Neuhauser studierte seit 1952 an der Universität Innsbruck Klassische Philologie, Germanistik und Archäologie. Dort promovierte er 1958, die Magisterprüfung (Lehramt) folgte 1959. Nach kurzer Assistententätigkeit begann er 1960 an der Universitätsbibliothek Innsbruck die Ausbildung für den höheren Bibliotheksdienst, die Fachprüfung hierfür legte er 1962 ab. Bis zu seinem Eintritt in den Ruhestand 1998 war Neuhauser an der Innsbrucker UB tätig. Neben den Aufgaben als Fachreferent übernahm er 1967 die Leitung der Handschriftenabteilung; in dieser Funktion widmete er sich intensiv der Erschließung und Bewahrung des umfangreichen Bestands an Handschriften und historischen Drucken. 1984 erhielt er die Ernennung zum Hofrat. Im Jahre 1991 wurde er Direktor der Universitätsbibliothek Innsbruck. Während seiner Amtszeit konnte nicht nur eine Fortentwicklung der Bibliotheksverwaltung – auch im Rahmen der EDV – erzielt werden, sondern auch der Neubau von Fachbereichsbibliotheken.
Neuhauser versah einen Lehrauftrag für Buch- und Bibliothekswesen an der Universität Innsbruck. Von 1992 bis 1996 amtierte er als Präsident der Vereinigung Österreichischer Bibliothekarinnen und Bibliothekare. 1990 wurde er Ritter des Heiligen Grabes zu Jerusalem. Im Jahre 2001 wurde ihm das Österreichische Ehrenkreuz für Wissenschaft und Kunst I. Klasse verliehen.

## Schriften (Auswahl)
- Patronus und orator. Eine Geschichte der Begriffe von ihren Anfängen bis in die augusteische Zeit (= Commentationes Aenipontanae, Bd. 15). Universitätsverlag Wagner, Innsbruck 1958 (Dissertation Universität Innsbruck).
- (Bearb.): Deutschtirolische Bibliographie. Mehrere Bände. Tyrolia-Verlag, Innsbruck 1964–1978.
- Die Ris-Bibliothek in Flaurling. Geschichte und Katalog der Bestände (= Tiroler Bibliographien, Bd. 6). Tyrolia-Verlag, Innsbruck 1974.
- (Hrsg., mit Eugen Thurnher): Die Neustifter-Innsbrucker Spielhandschrift von 1391. (Cod. 960 der Universitätsbibliothek Innsbruck) (= Litterae, Bd. 40). Kümmerle, Göppingen 1975, ISBN 3-87452-302-0.
- Beiträge zur Bibliotheksgeschichte der Kartause Schnals. In: Die Kartäuser in Österreich, Bd. 1 (1980), S. 48–126.
- (Hrsg.): Beiträge zur Handschriftenkunde und mittelalterlichen Bibliotheksgeschichte (= Innsbrucker Beiträge zur Kulturgeschichte, Sonderheft, Bd. 47). Institut für Sprachwissenschaft der Universität, Innsbruck 1980, ISBN 3-85124-078-2.
- Die Schnalser Handschriften in Padua (= Analecta Cartusiana, Bd. 113,2). Institut für Anglistik und Amerikanistik, Salzburg 1984.
- (Hrsg. u. Mitarb.): Katalog der Handschriften der Universitätsbibliothek Innsbruck. Mehrere Bände. Verlag der Österreichischen Akademie der Wissenschaften, Wien 1987–2008.
- Bibliotheca Wilthinensis. Die Wiltener Stiftsbibliothek in Vergangenheit und Gegenwart. Ein Beitrag der Universitätsbibliothek Innsbruck anlässlich des 850-Jahr-Jubiläums des Stiftes Wilten. Mit einem Kurzverzeichnis der Handschriften und der Inkunabeln (= Innsbrucker Beiträge zur Kulturgeschichte, Sonderheft, Bd. 63). Institut für Sprachwissenschaft der Universität, Innsbruck 1988, ISBN 3-85124-131-2.
- Ein weites Feld – ein langer Weg. Die Speicherprobleme einer herkömmlichen Magazinbibliothek am Beispiel der UB Innsbruck. In: Elisabeth Böllmann (Hrsg.): Speicherbibliotheken – digitale Bibliotheken. Wissen verteilen und bewahren (= Zeitschrift für Bibliothekswesen und Bibliographie, Sonderhefte, Bd. 70). Klostermann, Frankfurt/M. 1998, S. 26–41, ISBN 3-465-02949-6.
- Am Anfang stand die Bibliotheca publica (Oenipontana). Zur Entstehung des staatlichen Bibliothekswesens in Österreich im 18. Jahrhundert; Abgesang oder Neubeginn? In: Birgit Schneider (Hrsg.): Bücher, Menschen und Kulturen. Festschrift für Hans-Peter Geh zum 65. Geburtstag. Saur, München 1999, S. 188–205, ISBN 3-598-11399-4.
- Aller Anfang war Anton Roschmann. Elegische Gedanken zum Ursprung und Untergang des staatlichen Bibliothekswesens in Österreich. In: Hans Hrusa (Hrsg.): Bibliothek, Technik, Recht. Festschrift für Peter Kubalek zum 60. Geburtstag. Manz, Wien 2005, S. 106–118, ISBN 3-214-00389-5.
- In libris. Beiträge zur Buch- und Bibliotheksgeschichte Tirols von Walter Neuhauser (= Schlern-Schriften, Bd. 351). Universitätsverlag Wagner, Innsbruck 2010, ISBN 978-3-7030-0479-7.
- (Mitautor): Barocke Buchkultur im Tiroler Raum. In: Christian Gastgeber (Hrsg.): Geschichte der Buchkultur. Bd. 7: Barock. Akademische Druck- und Verlagsanstalt, Graz 2015, S. 295–381, ISBN 978-3-201-01995-8.
- (Mitarb.): Die mittelalterlichen Handschriften in der Bibliothek des Augustiner Chorherrenstiftes Neustift. Verlag der Österreichischen Akademie der Wissenschaften, Wien 2021, ISBN 978-3-7001-8625-0.

Festschrift
- Heinz Hauffe (Hrsg.): Kulturerbe und Bibliotheksmanagement. Festschrift für Walter Neuhauser zum 65. Geburtstag am 22. September 1998 (= Bibllos-Schriften, Bd. 170). Biblos-Schriften-Administration, Innsbruck 1998, ISBN 3-9500751-2-7.